# دوغ كولينز (لاعب كرة قدم كندية)
دوغ كولينز هو لاعب كرة قدم كندية كندي، ولد في 18 فبراير 1946 في وندسور في كندا.

## وصلات خارجية
- دوغ كولينز على موقع JustSportsStats.com (الإنجليزية)